# Démographie des Alpes-Maritimes
La démographie des Alpes-Maritimes est caractérisée par une densité élevée.
Avec ses 1 114 579 habitants en 2022, le département français des Alpes-Maritimes se situe en 20e position sur le plan national.
En six ans, de 2015 à 2021, sa population s'est accrue de près de 21 600 unités, c'est-à-dire de plus ou moins 3 600 personnes par an. Mais cette variation est différenciée selon les 163 communes que comporte le département.
La densité de population des Alpes-Maritimes, 259,3 habitants par kilomètre carré en 2022, est deux fois supérieure à celle de la France entière qui est de 107,1 hab./km2 pour la même année.

## Évolution démographique des Alpes Maritimes
En 2022, le département comptait 1 114 579 habitants, en évolution de +2,85 % par rapport à 2016 (France hors Mayotte : +2,11 %).
| 1791 | 1801 | 1806    | 1821    | 1826 | 1831 | 1836 | 1841 | 1846 |
| ---- | ---- | ------- | ------- | ---- | ---- | ---- | ---- | ---- |
| -    | -    | 131 266 | 161 886 | -    | -    | -    | -    | -    |

| 1851    | 1856 | 1861    | 1866    | 1872    | 1876    | 1881    | 1886    | 1891    |
| ------- | ---- | ------- | ------- | ------- | ------- | ------- | ------- | ------- |
| 192 062 | -    | 194 578 | 198 818 | 199 037 | 203 604 | 226 621 | 238 057 | 258 571 |

| 1896    | 1901    | 1906    | 1911    | 1921    | 1926    | 1931    | 1936    | 1946    |
| ------- | ------- | ------- | ------- | ------- | ------- | ------- | ------- | ------- |
| 265 155 | 293 213 | 334 007 | 356 338 | 357 759 | 435 253 | 493 376 | 513 714 | 453 073 |

| 1954    | 1962    | 1968    | 1975    | 1982    | 1990    | 1999      | 2006      | 2011      |
| ------- | ------- | ------- | ------- | ------- | ------- | --------- | --------- | --------- |
| 515 484 | 618 265 | 722 070 | 816 681 | 881 198 | 971 829 | 1 011 326 | 1 073 184 | 1 081 244 |

| 2016      | 2021      | 2022      | - | - | - | - | - | - |
| --------- | --------- | --------- | - | - | - | - | - | - |
| 1 083 704 | 1 103 941 | 1 114 579 | - | - | - | - | - | - |

## Population par divisions administratives

### Arrondissements
Le département des Alpes-Maritimes comporte deux arrondissements. La population se concentre principalement sur l'arrondissement de Grasse, qui recense 52 % de la population totale du département en 2022, avec une densité de 469,3 hab./km2, contre 48 % pour l'arrondissement de Nice.
| Arrondissement  | Population(2022) | Variation(2022/2016)                       | Superficie(km2) | Densité(hab./km2) |
| --------------- | ---------------- | ------------------------------------------ | --------------- | ----------------- |
| Grasse          | 577 803          | en évolution de +2,98 % par rapport à 2016 | 1 231,2         | 469,3             |
| Nice            | 536 776          | en évolution de +2,71 % par rapport à 2016 | 3 067,4         | 175               |
| Source : Insee. |                  |                                            |                 |                   |

### Communes de plus de10 000 habitants

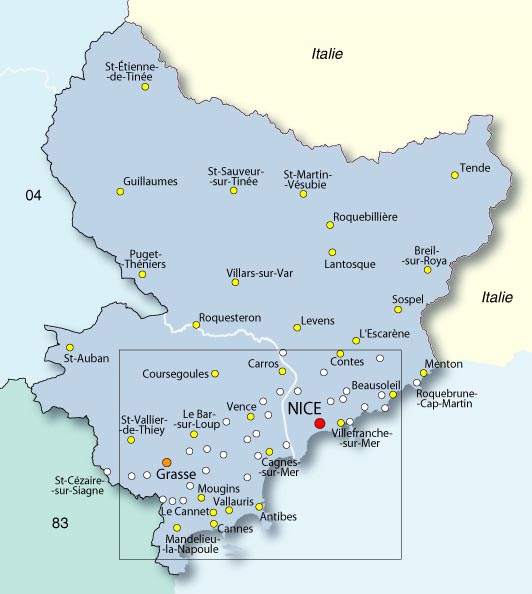
Principales villes des Alpes-Maritimes en 2008.

Sur les 163 communes que comprend le département des Alpes-Maritimes, 57 ont en 2021 une population municipale supérieure à 2 000 habitants, 30 ont plus de 5 000 habitants, 19 ont plus de 10 000 habitants et neuf ont plus de 25 000 habitants : Nice, Antibes, Cannes, Cagnes-sur-Mer, Grasse, Le Cannet, Saint-Laurent-du-Var, Menton et Vallauris.
Les évolutions respectives des communes de plus de 10 000 habitants sont présentées dans le tableau ci-après.
| Commune               | Population(2022) | Variation(2022/2016)                        | Superficie(km2) | Densité(hab./km2) |
| --------------------- | ---------------- | ------------------------------------------- | --------------- | ----------------- |
| Nice                  | 353 701          | en évolution de +3,23 % par rapport à 2016  | 71,92           | 4 918             |
| Antibes               | 76 612           | en évolution de +3,81 % par rapport à 2016  | 26,48           | 2 893,2           |
| Cannes                | 74 040           | en évolution de −0,15 % par rapport à 2016  | 19,62           | 3 773,7           |
| Cagnes-sur-Mer        | 52 852           | en évolution de +5,91 % par rapport à 2016  | 17,95           | 2 944,4           |
| Grasse                | 48 669           | en évolution de −3,96 % par rapport à 2016  | 44,44           | 1 095,2           |
| Le Cannet             | 40 198           | en évolution de −3,4 % par rapport à 2016   | 7,71            | 5 213,7           |
| Saint-Laurent-du-Var  | 31 645           | en évolution de +10,47 % par rapport à 2016 | 10,11           | 3 130,1           |
| Menton                | 30 326           | en évolution de +6,46 % par rapport à 2016  | 14,05           | 2 158,4           |
| Vallauris             | 28 579           | en évolution de +7,37 % par rapport à 2016  | 13,04           | 2 191,6           |
| Mandelieu-la-Napoule  | 21 201           | en évolution de −4,36 % par rapport à 2016  | 31,37           | 675,8             |
| Mougins               | 19 481           | en évolution de +2,28 % par rapport à 2016  | 25,64           | 759,8             |
| Vence                 | 19 856           | en évolution de +6,76 % par rapport à 2016  | 39,23           | 506,1             |
| Villeneuve-Loubet     | 16 729           | en évolution de +14,02 % par rapport à 2016 | 19,6            | 853,5             |
| Carros                | 13 729           | en évolution de +18,21 % par rapport à 2016 | 15,11           | 908,6             |
| Valbonne              | 12 389           | en évolution de −5,21 % par rapport à 2016  | 18,97           | 653,1             |
| Beausoleil            | 12 430           | en évolution de −10,47 % par rapport à 2016 | 2,79            | 4 455,2           |
| Roquebrune-Cap-Martin | 12 419           | en évolution de −3,75 % par rapport à 2016  | 9,33            | 1 331,1           |
| Mouans-Sartoux        | 10 847           | en évolution de +12,19 % par rapport à 2016 | 13,52           | 802,3             |
| La Trinité            | 10 485           | en évolution de +3,99 % par rapport à 2016  | 14,9            | 703,7             |
| Source : Insee.       |                  |                                             |                 |                   |

## Population par zones statistiques
D'après l'Insee, le département comprend dix unités urbaines : Nice, Menton-Monaco, Roquebillière, Breil-sur-Roya, L'Escarène, Levens, Saint-Cézaire-sur-Siagne, Saint-Martin-du-Var, Saint-Vallier-de-Thiey et Sospel. L'unité urbaine de Nice se compose de cinquante-et-une communes dont celles de Cannes, d'Antibes et de Grasse, c'est-à-dire avec Nice les quatre communes les plus peuplées du département. L'unité urbaine de Menton-Monaco compte neuf communes auxquelles s'ajoute la Principauté de Monaco. L'unité urbaine de Roquebillière compte trois communes tandis que celles de Breil-sur-Roya, L'Escarène, Saint-Martin-du-Var, Saint-Vallier-de-Thiey, Sospel, Saint-Cézaire-sur-Siagne et, Levens ne comptent quant à elle chacune qu'une seule commune isolée,,,,,,.
Les aires d'attraction des villes, telles qu'elles sont définies par l'Insee, sont au nombre de quatre dans les Alpes-Maritimes : celles de Nice et de Cannes - Antibes qui débordent sur le département voisin du Var et comptent respectivement 634 940 et 396 178 habitants en 2022, celle du Bar-sur-Loup qui compte 2 960 habitants, et celle de Menton-Monaco qui comporte 12 communes.
Les communes les plus peuplées se situent sur le littoral ou dans une zone proche de celui-ci.

## Structures des variations de population

### Soldes naturels et migratoires sur la période 1968-2021
La variation moyenne annuelle est positive mais régresse sur la période 1968-2021, passant de 1,8 à 0,3 %.
Le solde naturel annuel qui est la différence entre le nombre de naissances et le nombre de décès enregistrés au cours d'une même année, a augmenté, passant de −0,2 à 0 %. La constance du taux de natalité autour de 11 ‰, est accompagnée d'une baisse du taux de mortalité, qui passe de 12,7 à 10,9 ‰.
Le flux migratoire est en régression sur la période courant de 1968 à 2021, le taux annuel passant de 1,9 à 0 %.
| Indicateurs démographiques                       | 1968 à1975 | 1975 à1982 | 1982 à1990 | 1990 à1999 | 1999 à2010 | 2010 à2015 | 2015 à2021 |
| ------------------------------------------------ | ---------- | ---------- | ---------- | ---------- | ---------- | ---------- | ---------- |
| Variation annuelle moyenne de la population en % | 1,8        | 1,1        | 1,2        | 0,4        | 0,6        | 0,1        | 0,3        |
| - due au solde naturel en %                      | -0,2       | -0,2       | -0,1       | -0,0       | 0,0        | 0,1        | -0,0       |
| - due au solde apparent des entrées sorties en % | 1,9        | 1,3        | 1,3        | 0,5        | 0,6        | -0,0       | 0,3        |
| Taux de natalité en ‰                            | 11,1       | 10,6       | 11,6       | 11,2       | 11,1       | 11,2       | 10,7       |
| Taux de mortalité en ‰                           | 12,7       | 12,8       | 12,7       | 11,6       | 10,8       | 10,2       | 10,9       |
| Source : Insee.                                  |            |            |            |            |            |            |            |

### Mouvements naturels sur la période 2014-2022
En 2014, 12 170 naissances ont été dénombrées contre 11 203 décès. Le nombre annuel des naissances a diminué depuis cette date, passant à 11 227 en 2022, indépendamment à une augmentation, mais relativement faible, du nombre de décès, avec 13 251 en 2022. Le solde naturel est ainsi négatif et diminue, passant de 967 à −2 024.
Pour des raisons techniques, il est temporairement impossible d'afficher le graphique qui aurait dû être présenté ici.

## Densité de population
En 2021, la densité était de 256,8 hab./km2.
| 1968 |  | 168.0 |  |

| 1975 |  | 190.0 |  |

| 1982 |  | 205.0 |  |

| 1990 |  | 226.1 |  |

| 1999 |  | 235.3 |  |

| 2010 |  | 251.0 |  |

| 2015 |  | 251.8 |  |

| 2021 |  | 256.8 |  |

## Répartition par sexes et tranches d'âges
La population du département est plus âgée qu'au niveau national.
En 2021, le taux de personnes d'un âge inférieur à 30 ans s'élève à 31 %, soit en dessous de la moyenne nationale (35,1 %). À l'inverse, le taux de personnes d'âge supérieur à 60 ans est de 31 % la même année, alors qu'il est de 26,6 % au niveau national.
En 2021, le département comptait 521 727 hommes pour 582 214 femmes, soit un taux de 52,74 % de femmes, légèrement supérieur au taux national (51,61 %).
Les pyramides des âges du département et de la France s'établissent comme suit.
| Hommes | Classe d’âge | Femmes |
| ------ | ------------ | ------ |
| 1,1    | 90 ou +      | 2,6    |
| 9,5    | 75-89 ans    | 12,2   |
| 17,6   | 60-74 ans    | 18,7   |
| 20,3   | 45-59 ans    | 19,9   |
| 18,1   | 30-44 ans    | 17,5   |
| 16,5   | 15-29 ans    | 14,6   |
| 16,8   | 0-14 ans     | 14,4   |

| Hommes | Classe d’âge | Femmes |
| ------ | ------------ | ------ |
| 0,7    | 90 ou +      | 1,9    |
| 7,0    | 75-89 ans    | 9,5    |
| 16,6   | 60-74 ans    | 17,5   |
| 20,0   | 45-59 ans    | 19,5   |
| 18,8   | 30-44 ans    | 18,3   |
| 18,3   | 15-29 ans    | 16,7   |
| 18,6   | 0-14 ans     | 16,7   |

## Répartition par catégories socioprofessionnelles
La catégorie socioprofessionnelle des retraités est surreprésentée par rapport au niveau national. Avec 29,3 % en 2021, elle est 2,5 points au-dessus du taux national (26,8 %). La catégorie socioprofessionnelle des ouvriers est quant à elle sous-représentée par rapport au niveau national. Avec 8,5 % en 2021, elle est 3,2 points en dessous du taux national (11,7 %).
| Catégorie socioprofessionnelle                    | 2015    | 2015 | 2021    | 2021 | Détails de l'année 2021 | Détails de l'année 2021 | Détails de l'année 2021            | Détails de l'année 2021            | Détails de l'année 2021            |
| Catégorie socioprofessionnelle                    | Nb      | %    | Nb      | %    | Hommes                  | Femmes                  | Part en % de la population âgée de | Part en % de la population âgée de | Part en % de la population âgée de |
| Catégorie socioprofessionnelle                    | Nb      | %    | Nb      | %    | Hommes                  | Femmes                  | 15 à 24 ans                        | 25 à 54 ans                        | 55 ans ou +                        |
| ------------------------------------------------- | ------- | ---- | ------- | ---- | ----------------------- | ----------------------- | ---------------------------------- | ---------------------------------- | ---------------------------------- |
| Agriculteurs exploitants                          | 1 469   | 0,2  | 1 339   | 0,1  | 859                     | 480                     | 0,0                                | 0,2                                | 0,1                                |
| Artisans, commerçants, chefs d'entreprise         | 45 643  | 5,0  | 49 229  | 5,3  | 34 545                  | 14 684                  | 1,2                                | 8,3                                | 3,5                                |
| Cadres et professions intellectuelles supérieures | 81 745  | 9,0  | 92 443  | 9,9  | 53 036                  | 39 407                  | 2,2                                | 17,1                               | 5,2                                |
| Professions intermédiaires                        | 120 871 | 13,2 | 126 016 | 13,5 | 55 512                  | 70 503                  | 8,1                                | 23,2                               | 5,8                                |
| Employés                                          | 159 662 | 17,5 | 156 305 | 16,7 | 45 413                  | 110 892                 | 16,1                               | 26,5                               | 7,6                                |
| Ouvriers                                          | 81 917  | 9,0  | 79 543  | 8,5  | 65 599                  | 13 944                  | 9,0                                | 13,6                               | 3,5                                |
| Retraités                                         | 274 963 | 30,1 | 273 574 | 29,3 | 120 962                 | 152 612                 | 0,0                                | 0,2                                | 65,1                               |
| Autres personnes sans activité professionnelle    | 146 230 | 16,0 | 156 127 | 16,7 | 59 478                  | 96 649                  | 63,3                               | 10,9                               | 9,3                                |
| Ensemble                                          | 912 499 | 100  | 934 576 | 100  | 435 405                 | 499 171                 | 100                                | 100                                | 100                                |
| Sources : Insee,.                                 |         |      |         |      |                         |                         |                                    |                                    |                                    |